# Jean-Jacques Bathie
Jean-Jacques Bathie est un acteur français d'origine camerounaise.

## Filmographie

### Cinéma
- 2016 : Ils sont partout d'Yvan Attal : Le jeune Noir interviewé

### Télévision
- 2008 : Plus belle la vie : Modji
- 2009 : Seconde Chance : Seydou Diakité, le père de Koffi
- 2010 : "Famille d'accueil épisode «Une vraie famille» : l'inspecteur Buchet
- 2014 : Joséphine, ange gardien épisode. "Le Sourire de la Momie" : Jean-Marc Seban

## Théâtre
- 2007 à 2009 : Les homos préfèrent les blondes